# Begonia rex
Espèce
Classification phylogénétique
Begonia rex est une espèce de plantes de la famille des Begoniaceae. Ce bégonia est originaire d'Asie. L'espèce fait partie de la section Platycentrum. Elle a été décrite en 1856 par Jules Antoine Adolph Henri Putzeys (1809-1882). L'épithète spécifique rex signifie « roi, exceptionnel ».

## Description

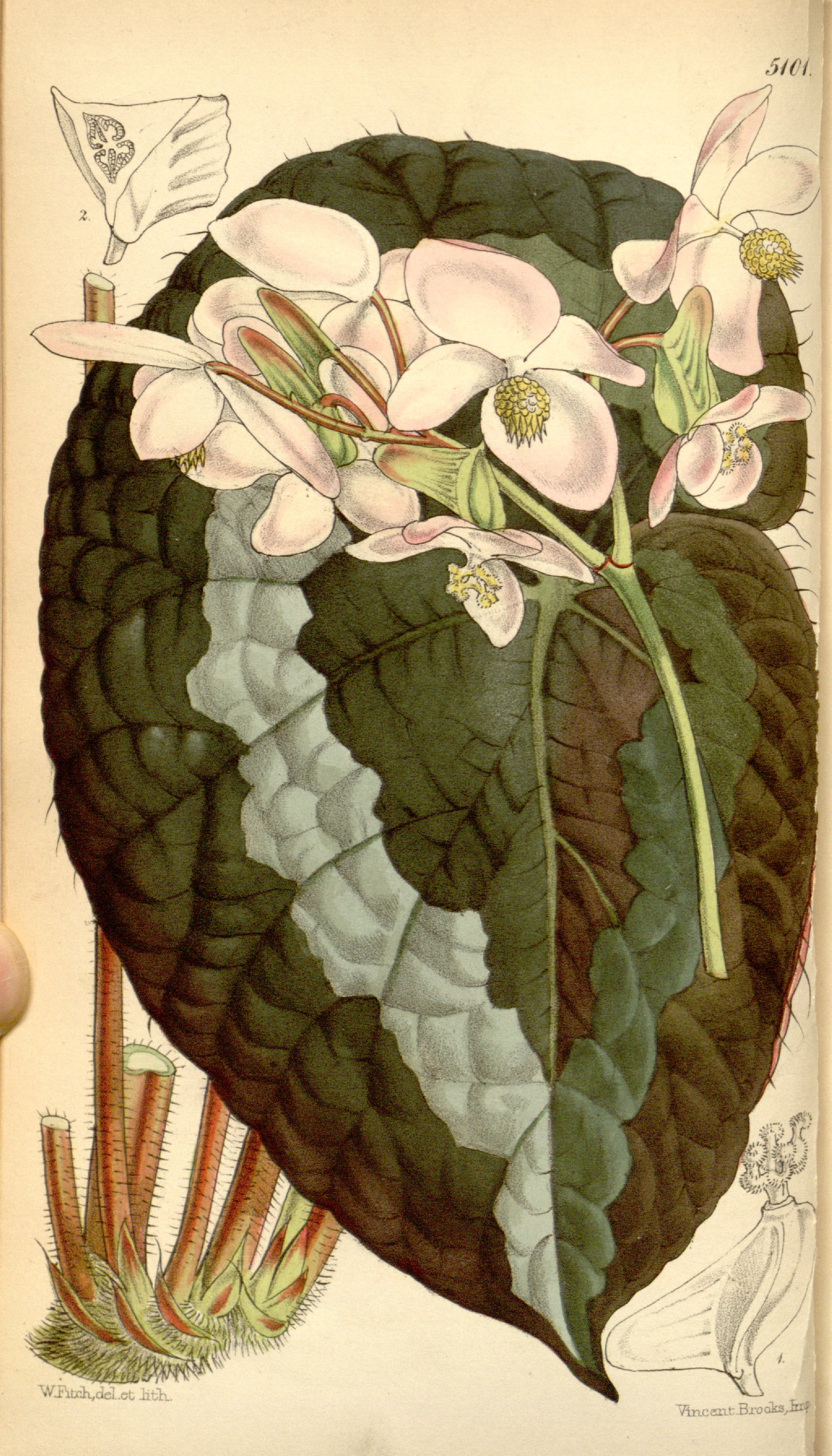
Planche botanique de 1859
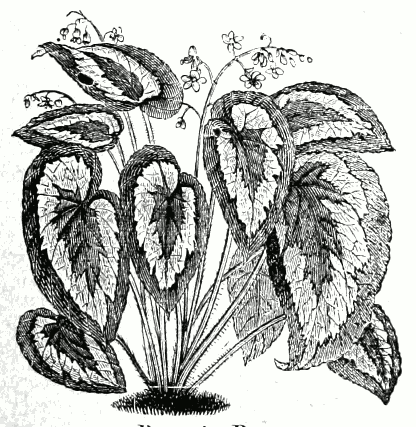
Port de la plante
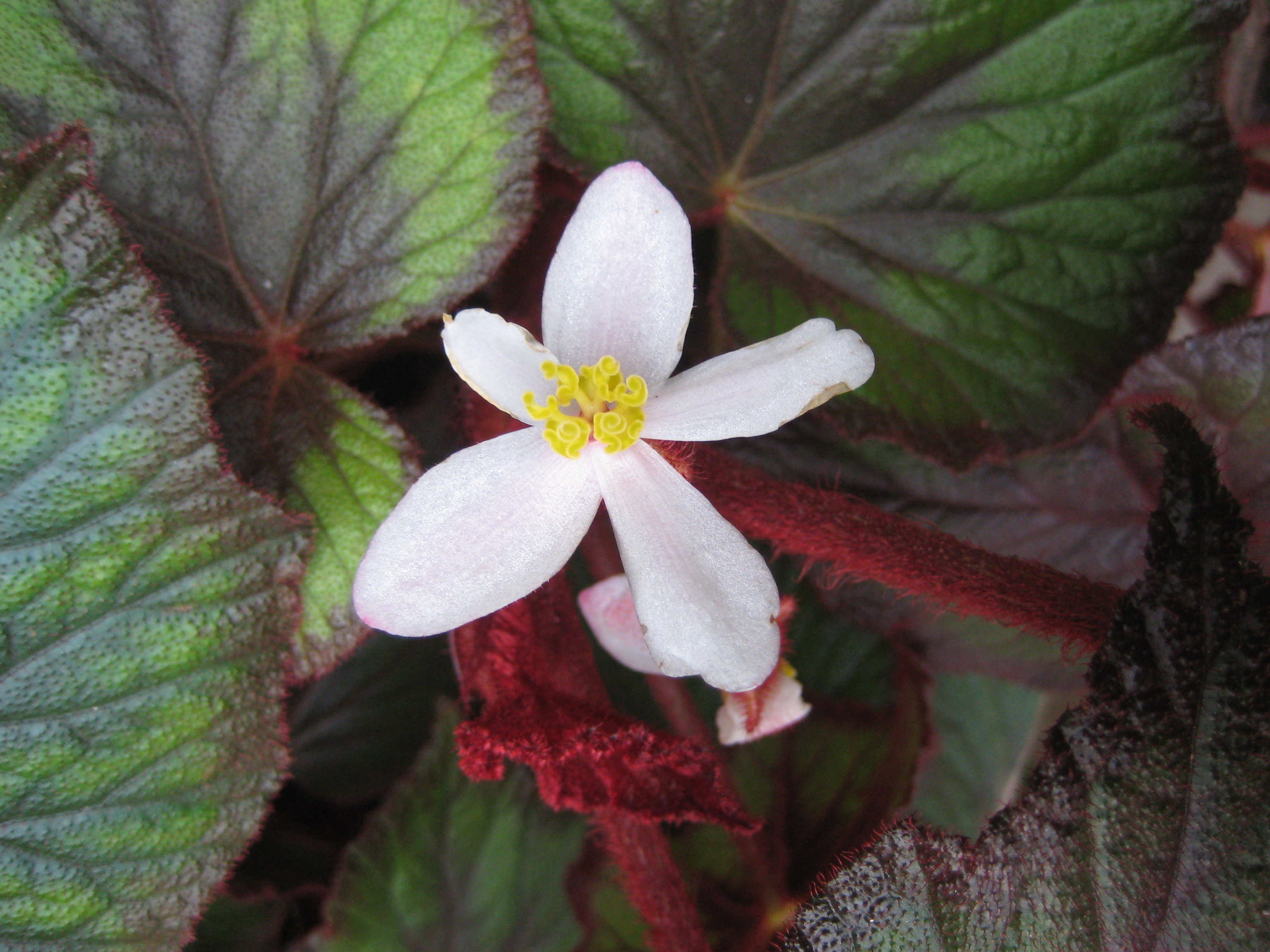
Fleur femelle (ici B. rex 'Bettina Rothschild')
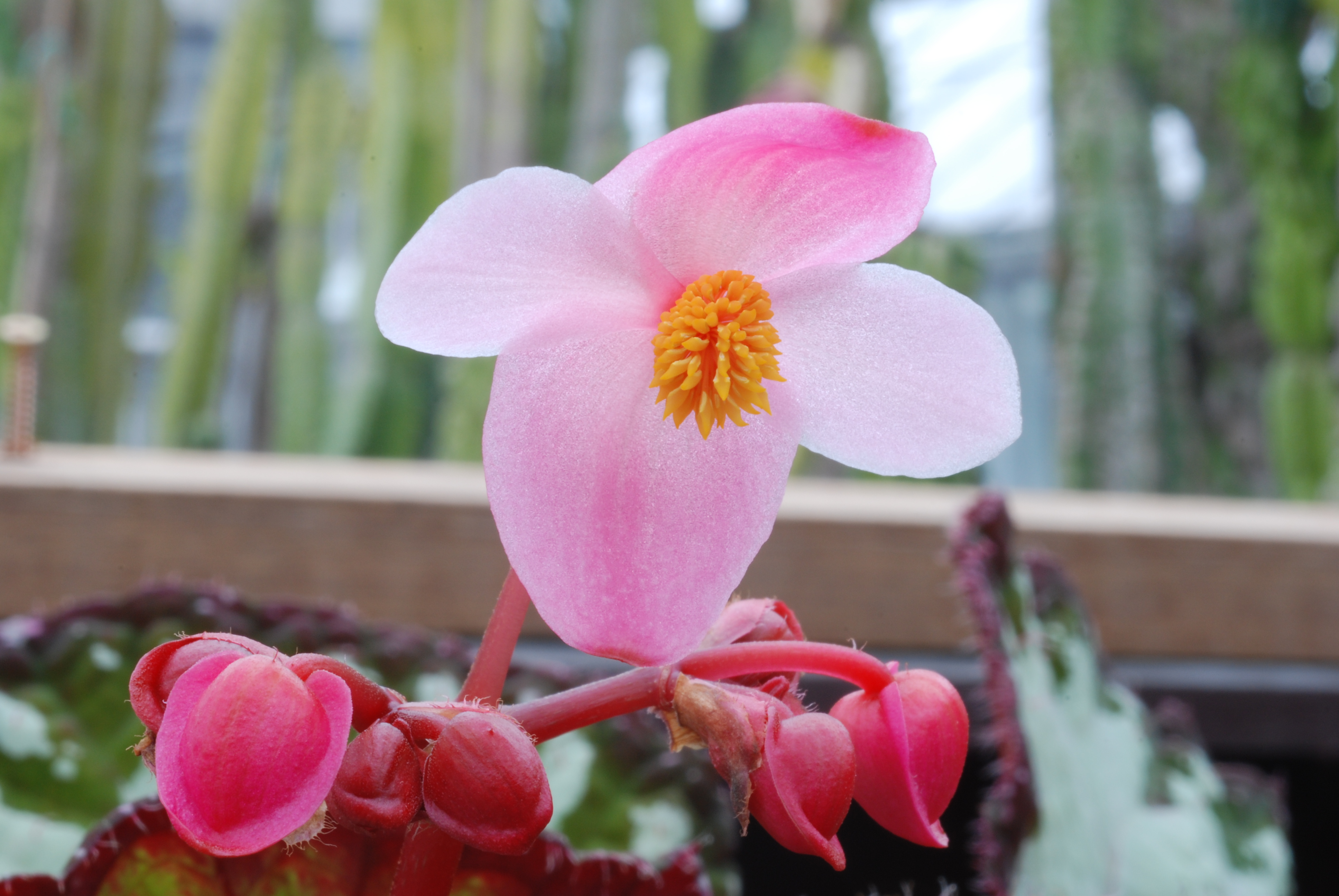
Fleur mâle et en bouton (ici B. rex 'J. Gillingwators')

Begonia rex est un bégonia rhizomateux. Il présente des grandes feuilles ovales ornées de bandes vertes et argentées. Les fleurs sont rose tendre.

## Répartition géographique
Distribution : Chine, Inde, cultivé ailleurs.
Originaire du nord de l'Inde (Himalaya), il a été découvert à Assam vers 1850.

### Horticulture
La culture de cette espèce demande beaucoup de lumière et une hygrométrie moyenne. Les fleurs doivent être supprimées pour favoriser le feuillage.
Son croisement avec des espèces asiatiques voisines est à l'origine de très nombreux cultivars au feuillage chatoyant, qui forment le groupe des Begonia ×rex-cultorum.

Quelques cultivars
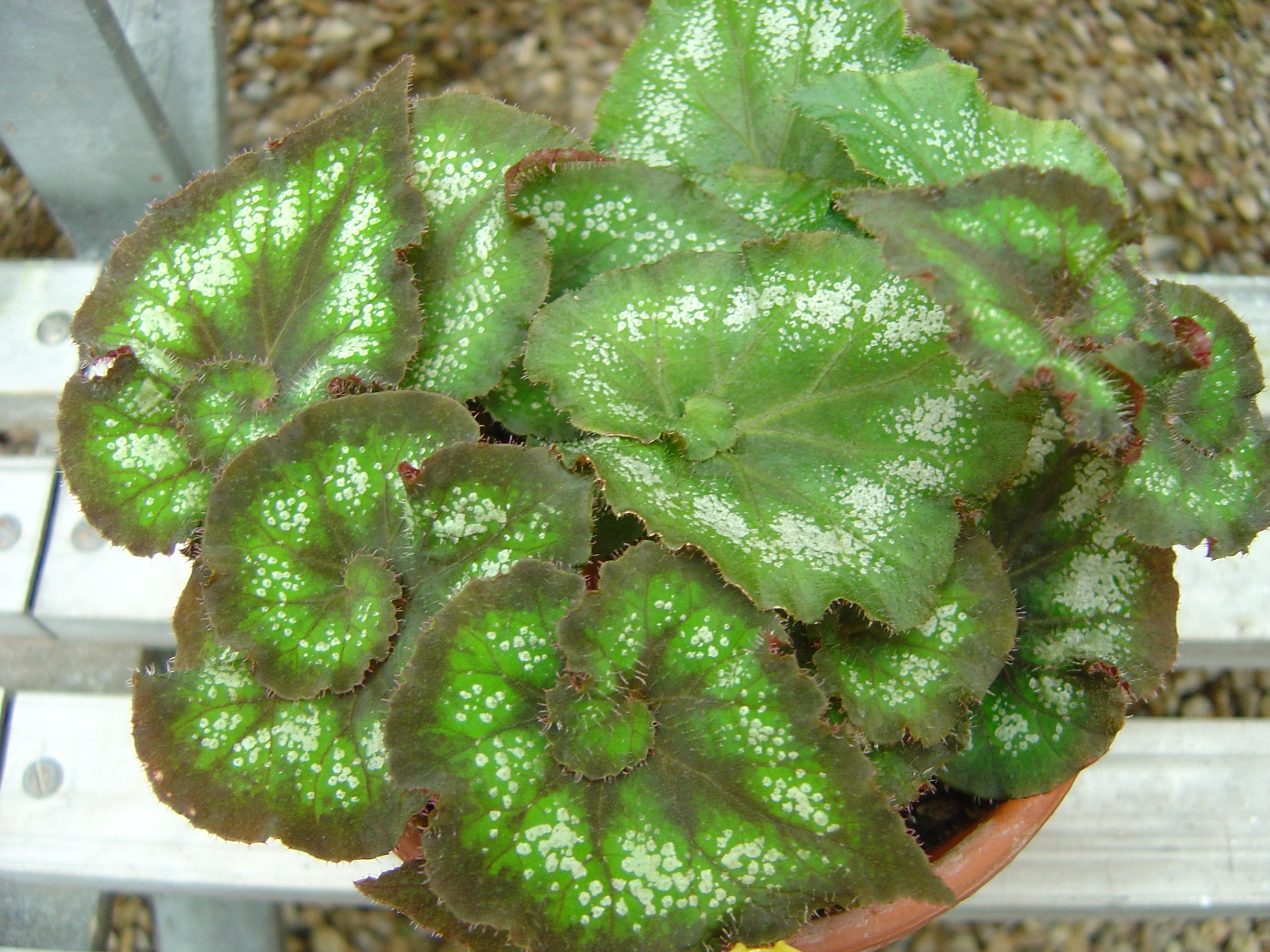
'Comtesse Louise Erdody'
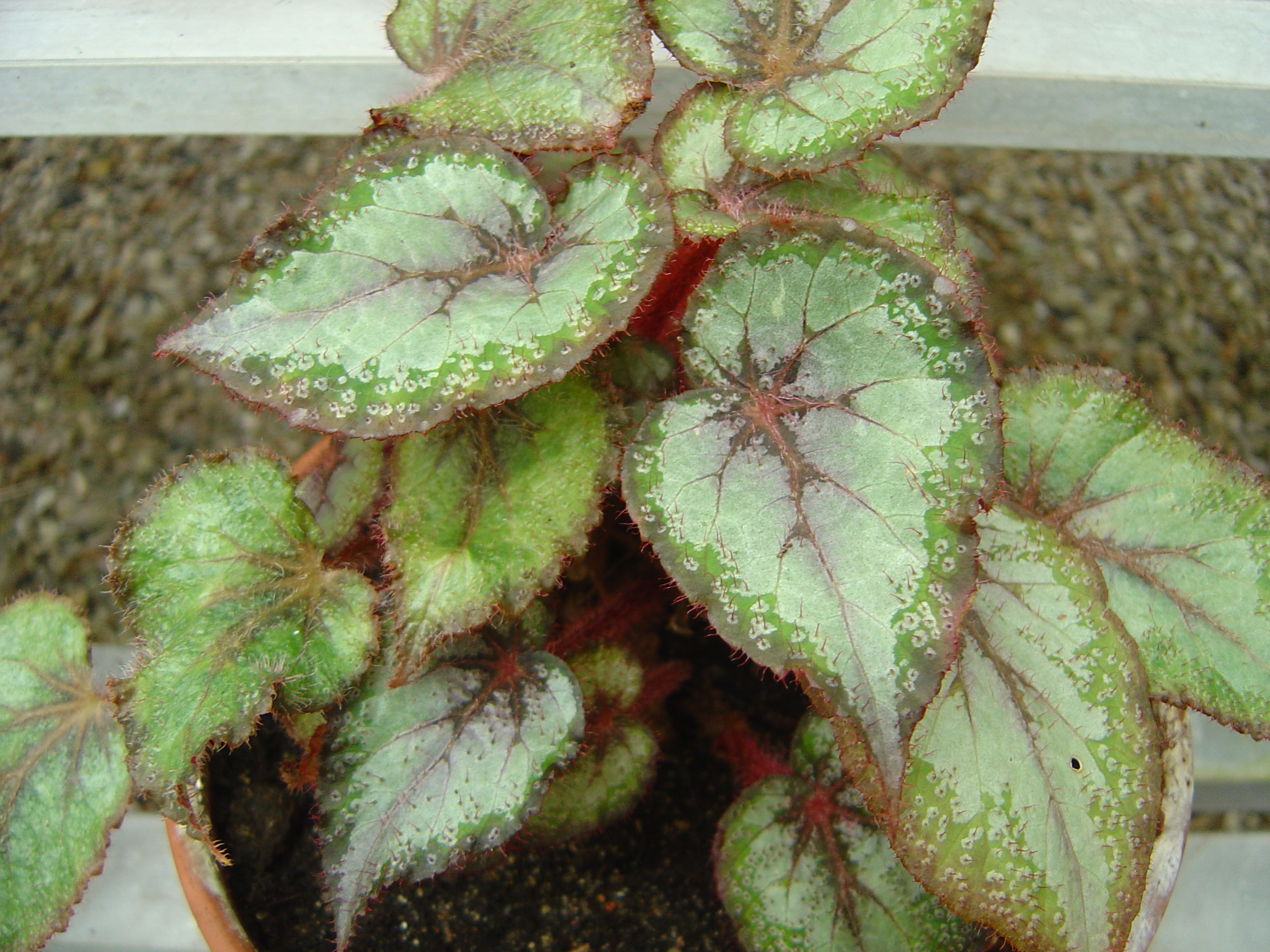
'Janine'
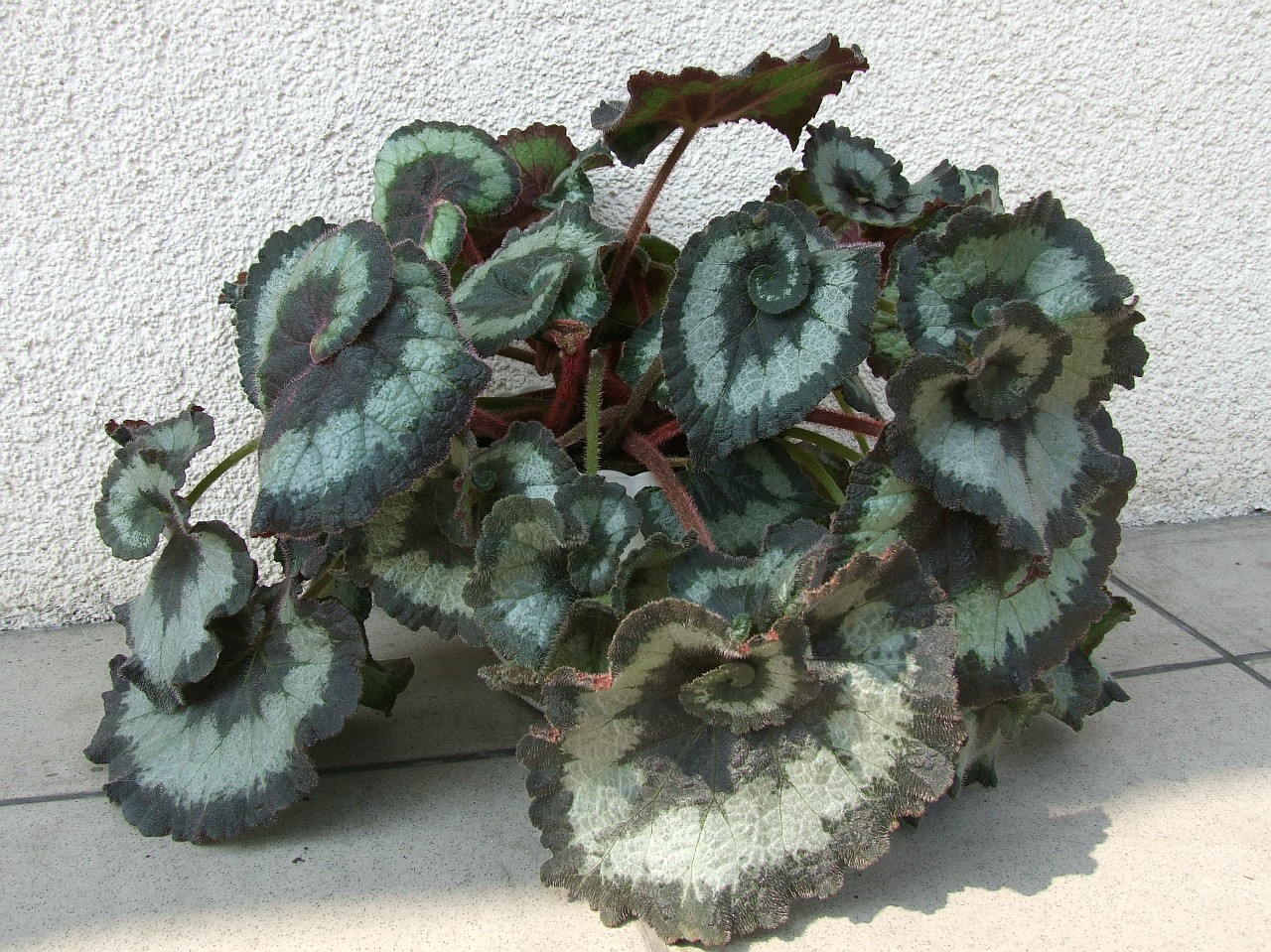
'Escargot'
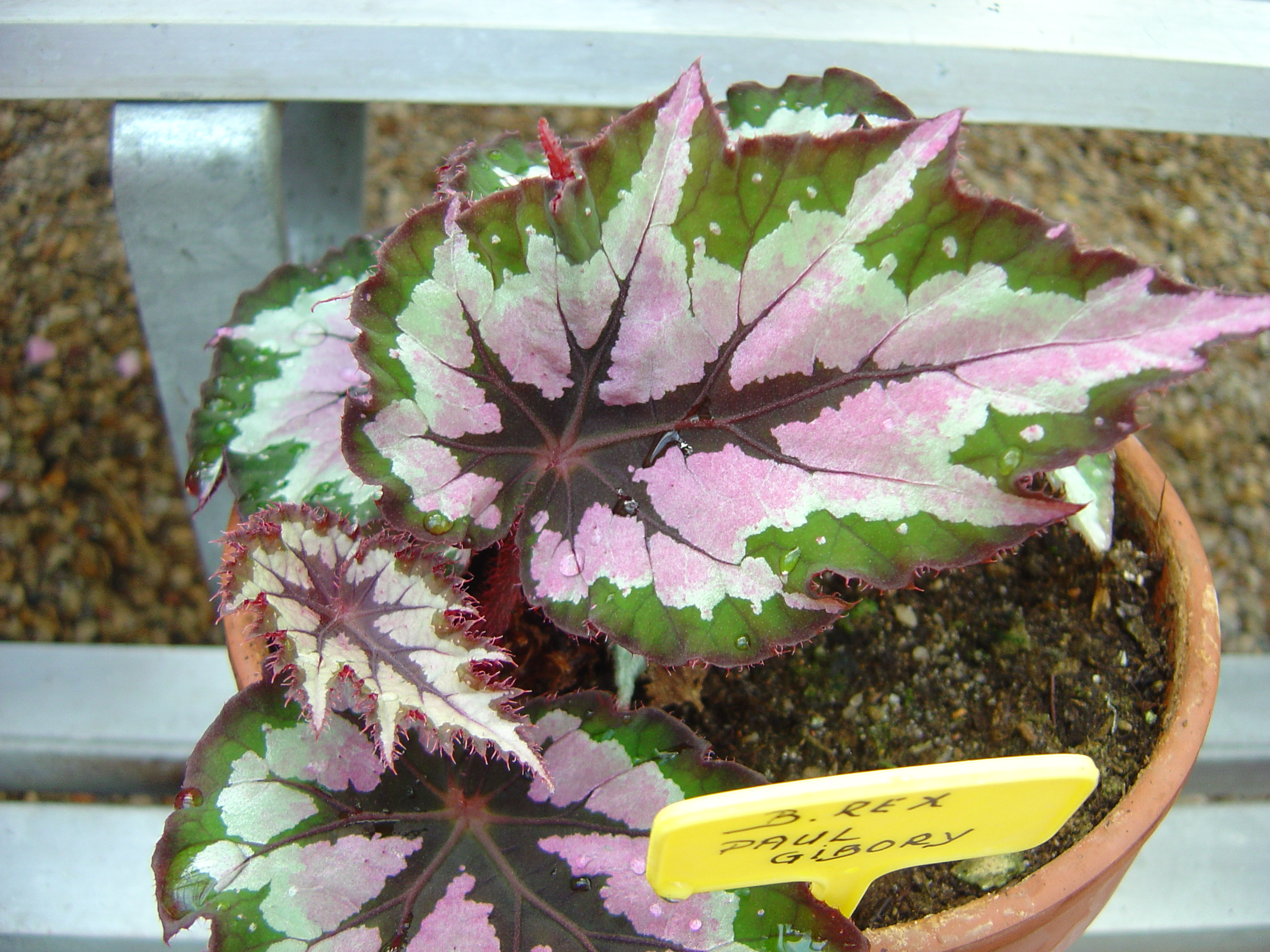
'Paul Gibory'
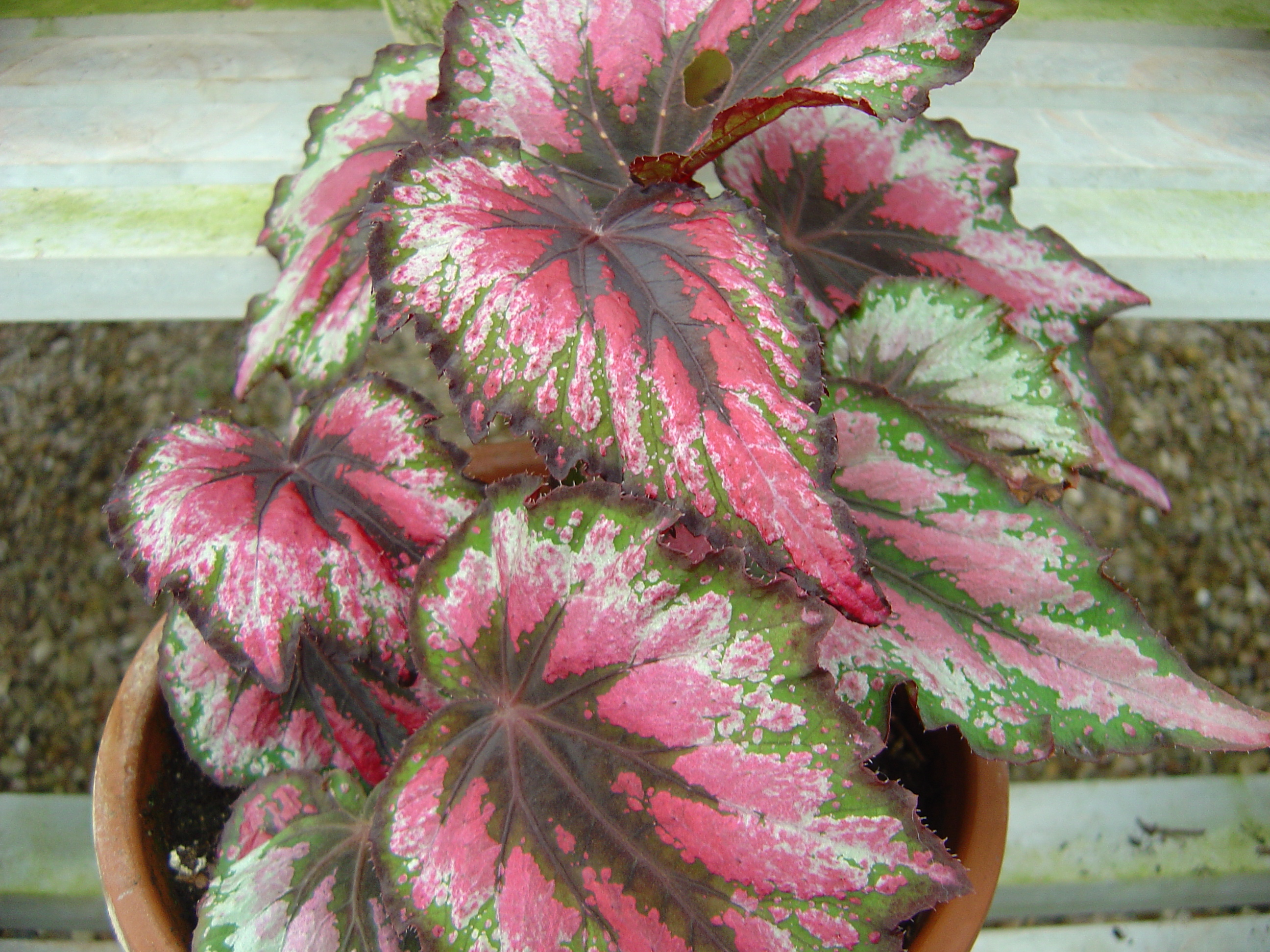
'Zurich'

## Statut de protection
À l'ile de La Réunion, l'ONF l'a classé parmi les espèces invasives.